# 北九州農業協同組合
北九州農業協同組合（きたきゅうしゅうのうぎょうきょうどうくみあい、通称：JA北九）は、福岡県北九州市八幡西区に本店を置く農業協同組合。

## 区域
- 北九州市
- 中間市
- 遠賀郡遠賀町・岡垣町・水巻町・芦屋町

## 沿革
- 1963年（昭和38年）
  - 2月 - 折尾・八幡・香月・東郷・木屋瀬の各農協が合併し、北九州市八幡農協が発足[1]。
  - 3月 - 岡垣・高倉の各農協が合併し、岡垣町農協が発足[1]。
  - 同月 - 西谷・中谷の各農協が合併し、北九州市西中農協が発足[2]。
- 1964年（昭和39年）
  - 3月 - 松ヶ枝・門司東部の各農協が合併し、北九州市門司農協が発足[2]。
  - 同月 - 芦屋町・水巻町・岡垣町・岡垣東部・遠賀村の各農協が合併し、遠賀郡農協が発足[1]。
- 1969年（昭和44年）5月 - 北九州市八幡・若松の各農協が合併し、北九州市農協が発足[1]。
- 1973年（昭和48年）3月 - 小倉・北九州市門司・北九州市西中・東谷・朽網の各農協が合併し、北九州市東部農協（後に、北九東部農協に改称）が発足[2]。
- 1974年（昭和49年）3月 - 北九州市農協が戸畑信用農協を合併[3]。
- 1981年（昭和56年） - 遠賀郡農協がカントリーエレベーターを設置[4]。
- 1987年（昭和62年） - 北九州市農協八幡ライスセンター完成[5][6]。
- 1995年（平成7年）
  - 10月 - 北九東部農協が北九州曽根農協を合併。
  - 同月 - 遠賀郡農協が中間市農協を合併。
- 2009年（平成21年）10月 - 遠賀郡・北九州市・北九東部の各農協が合併し、北九州農協が発足[7]。
- 2018年（平成30年）
  - 3月 - 出張所（大積・湯川）を廃止し、所管支店（門司・曽根）へ統合[8]。
  - 9月 - 八幡西区穴生1-8-2から同区金剛2-3-3へ本店を移転[9]。
- 2020年（令和2年）10月 - 遠賀・若松・東部の3農機センターを遠賀農機センターに統合し、「JA北九農機センター」とする[10]。
- 2021年（令和3年）3月 - 支店統廃合を行い、23支店体制から19支店体制に再編[11]。
  - 岡垣東部支店を岡垣支店へ、二島支店を若松支店へ、戸畑支店を大蔵支店へ、朽網支店を曽根支店へ、それぞれ統合。

## 店舗・施設
- 支店 19
- 直売所 7
- 購買店舗 5
- 営農経済センター 5
- 集出荷場 4
- カントリーエレベーター 1
- ライスセンター 4
- 農機センター 1
- 燃料センター 2
- 葬祭場 5

## 子会社
- 株式会社JA北九絆ファーム